# Громила і Стрибунець
Громила і Стрибунець (англ. Thunderbolt and Lightfoot) — американська кримінальна комедія 1974 року. Перша режисерська робота Майкла Чіміно.

## Сюжет
Колишній грабіжник банків на призвисько Громила зустрічає безтурботного бродягу, колишнього хіпі на прізвисько Стрибунець, і бере його собі в компаньйони. Громила хоче розшукати заховані кілька років тому награбовані гроші, не знаючи, що його колишні спільники планують те ж саме.

## У ролях
| Актор          | Роль              |
| -------------- | ----------------- |
| Клінт Іствуд   | Громила           |
| Джефф Бріджес  | Стрибунець        |
| Джордж Кеннеді | Ред Лірі          |
| Джеффрі Льюїс  | Едді Гуді         |
| Кетрін Бах     | Мелоді            |
| Гері Б'юзі     | Кучерявий         |
| Джек Додсон    | менеджер          |
| Юджин Елман    | турист            |
| Клаудія Леннор | секретарка        |
| Бет Говланд    | дружина менеджера |